# فريجينتو
فريجينتو هي بلدة و كومونا في مقاطعة أبلينة و كمبانية إيطاليا , تقع في وادي أنسانتو وتحدها بلديات كاريف وفليوميري و جيسوالدو و جروتاميناردا و جوارديا لومباردي و روكان سان فيليس و ستورنو و فيلامينا. واسم فريجنتيو مشتق من الكلمة اللاتينية Frequencyia (" التردد ").

## روابط خارجية
- الموقع الرسمي